# Nhà thờ Alexander Nevsky

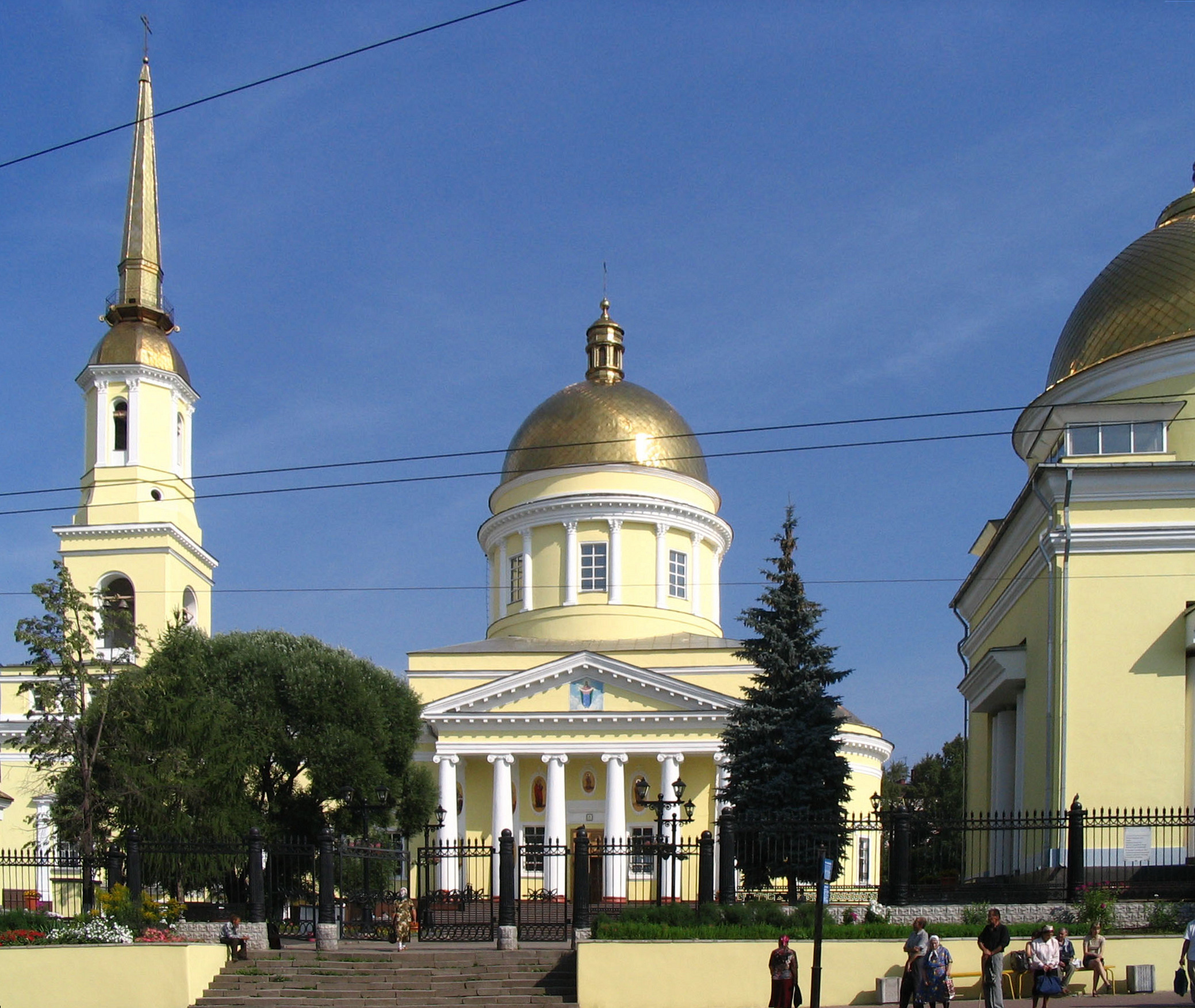
Nhà thờ vào năm 2007

Nhà thờ Alexander Nevsky là Chính Thống giáo Nga ở Izhevsk, Udmurtia dành riêng cho Thánh Alexander Nevsky. Các kiến trúc tân cổ điển Tòa nhà có vàng vòng vòm, một mái hiên và một tháp chuông cao vượt lên kiến trúc của nhà thờ.
Giống như Nhà thờ Dnipropetrovsk ở Ukraine, tòa nhà được mô phỏng theo Nhà thờ Thánh Andrew ở Kronstadt (có kiến trúc sư là Andreyan Zakharov).  Nó được xây dựng từ năm 1818 đến năm 1823 và được Alexander I của Nga đến thăm trong vòng vài tháng sau khi hoàn thành. (Alexander Nevsky là vị thánh bảo trợ của hoàng đế). Trong những năm Xô Viết, tòa nhà sừng sững và được sử dụng như một rạp chiếu phim.